# Йоцов, Борис
Борис Иванов Йоцов (21 февраля 1894, Враца — 1 февраля 1945, София) — болгарский филолог-славист, литератор, член-корреспондент Болгарской академии наук, государственный деятель. Главный редактор профашистского журнала «Родина».

## Биография

### Происхождение
Борис Йоцов родился в городе Враца. Его отец Иван Йоцов — доброволец Сербско-болгарской войны 1885 года, Мать — Ценка Йоцова (в девичестве — Стамова). Один его дядя — болгарский ополченец 1877 года, а другой дядя участвовал в национально-освободительном движении ранее 1877—1878 годов. Брат Бориса Йоцова — известный художник Николай Йоцов.

### Образование
Борис Йоцов окончил историко-филологический (учился в 1913—1916 годах, специализировался в области славянской филологии; получил диплом через два года после этого из-за Первой мировой войны) и юридический (учился в 1918—1920) факультеты Софийского университета. В 1923—1925 годах специализировался в области славистики в Праге (защитил докторскую диссертацию на тему «Отакар Мокрый и польская литература» в Пражском университете в 1925 г.), в 1926—1927 — в Варшаве и Вене.

### Филолог-славист
В 1920—1923 преподавал в гимназии. С 1926 года — ассистент, с 1929 года — доцент, с 1935 года — профессор, в 1935—1944 годах — заведующий кафедрой болгарской и славянской литературы, в 1935—1936 годах — декан историко-филологического факультета Софийского университета. Будучи знатоком почти всех славянских языков, Йоцов читал лекции по истории болгарской, чешской и словацкой, польской, сербской и хорватской, словенской, русской, лужицко-сорбской (лужицко-сербской) литератур. В мае 1936 — сентябре 1937 годов — директор Народного театра «Иван Вазов» в Софии.
Член-корреспондент Славянского института в Праге, Словацкого научного общества имени П. Й. Шафарика в Братиславе (нынешняя Словацкая академия наук), Чешского научного общества в Праге. Почётный член Чехословацкого-болгарского сообщества в Праге, Лужицко-сорбского общества в Праге, Общества русских писателей и публицистов в Болгарии. С 1942 г. — почётный член Верховного библиотечного союза, почётный член общестуденческой организации «Васил Левски».
Специалист в области истории Болгарского возрождения, новой и новейшей болгарской литературы, славянской литературы, отношений между Болгарией и Славянским миром. Автор нескольких монографий, а также многочисленных исследований по истории болгарской культуры и общественно-политической жизни, опубликованных в журналах «Златорог» и «Отец Паисий». Разрабатывал биографии Ивана Асеня ІІ, Паисия Хилендарского, Захария Стоянова, П. Берона, братев Миладиновых, Харалана Ангелова, П. Р. Славейкова, В. Друмева, Нешо Бончева, Адама Мицкевича, Йозефа Добровского, Т. Г. Масарика.

### Государственный деятель
В 1940—1942 годах — главный секретарь министерства народного просвещения (при министре Богдане Филове). С 11 апреля 1942 по 1 июня 1944 — министр народного просвещения в правительствах Богдана Филова и Добри Божилова. В 1944 года входил в так называемую «оппозиционную пятёрку» министров, которые выступали за принятие требований СССР о возобновлении деятельности советских консульств в Варне и открытии новых — в Русе и Бургасе. После отказа правительства принять эти требования (по настоянию Германии) члены «пятёрки» 1 июня 1944 г. подали в отставку, что привело к правительственному кризису и формированию нового кабинета Ивана Багрянова.
После переворота 9 сентября 1944 года и прихода к власти про-советских сил был арестован. На допросе 30 октября 1944 года Йоцов подчеркнул, что всемерно старался «избежать войны против СССР». Что хотя и соответствовало действительности, но отнюдь не помогло экс-министру. Борис Йоцов был приговорён так называемым Народным судом к смертной казни и расстрелян в ночь с 1 на 2 февраля 1945 г. в районе Центрального Софийского кладбища. Тело его было зарыто в общую яму, представлявшую собой воронку от британской или американской бомбы. Он был реабилитирован Верховным судом Болгарии в 1996 году.

## Труды
- Отакар Мокрый. // Ежегодник историко-филологического факультета, XXV (1928—1929).
- Иван Асен ІІ като образ на национално съзнание през време на робството. — Бълг. истор. библ., год. ІІІ, 1930, т. 3, с. 187—227.
- Йозеф Добровский в Болгарии. // Sborník praci I. Sjezdu slovanských filologů v Praze, 1929. Прага, 1932.
- Братья Миладиновы в Чехии. // Ежегодник историко-филологического факультета, ХХХ (1933—1934).
- Т. Г. Масарик и неговият идеал за Нова Европа. — В: Българо-чехословашка взаимност. Сборник под ред. На В. Н. Златарски и Б. Йоцов, С., 1930, с. 214—232.
- Болгарские страдания и борьба за свободу в славянской поэзии. // // Ежегодник историко-филологического факультета, XXXI (1934—1935).
- Паисий Хилендарский (1937).
- Записки Захария Стоянова (1940).
- Славянство и Европа. (посмертно, 1992).